# Renato Ballarin
Renato Ballarin (Chioggia, 24 agosto 1919 – Ferrara, 15 agosto 2002) è stato un politico italiano.

## Biografia
Fratello dei calciatori del "Grande Torino" Aldo e Dino Ballarin, lavorò come insegnante e iniziò la sua attività politica dopo la fine della Seconda guerra mondiale come assessore comunale di Chioggia, località della quale venne eletto sindaco nel 1976.
Eletto per la prima volta alla Camera dei deputati nella V Legislatura nelle liste del Partito Comunista Italiano alle elezioni politiche del 1968, venne nuovamente eletto nella VI Legislatura alle elezioni del 1972. In entrambe le legislature è stato membro della X Commissione (Trasporti). Concluse il proprio mandato parlamentare nel 1976.
Morì il giorno di Ferragosto del 2002, pochi giorni prima di compiere 83 anni.